# José María Gabriel y Galán
José María Gabriel y Galán (Frades de la Sierra, Salamanca, 28 de juny de 1870 - Guijo de Granadilla, Càceres, 6 de gener de 1905) fou un poeta espanyol en castellà i altextremeny. Va destacar per la seva temàtica rural de l'alta Extremadura diferenciant-se de la línia neoclàssica de la poesia del seu temps.

## Biografia
Era fill de camperols propietaris de les seves terres. Passà la seva infantesa al poble natal assistint a la seva escola amb Claudio Gómez com a mestre, i als 15 anys es trasllada a Salamanca a prosseguir els estudis, datant d'aquesta època els seus primers versos. Simultàniament treballa en un magatzem de teixits. Obté en 1888 el títol de mestre d'escola i fou destinat a Guijuelo, a uns 20 km del seu poble natal. Després d'una curta estada es trasllada a Madrid a continuar estudis a l'Escola Normal Central. Hi resideix poc temps, perquè la metròpoli li produeix rebuig (la titlla de «Modernópolis» en algunes cartes als seus amics Blanco Cabeza i Antonio García Ramírez). És destinat a Piedrahíta (província d'Àvila) on posa en pràctica els nous coneixements pedagògics adquirits a Madrid. El seu estat d'ànim és baix, signa les cartes als seus amics entre 1892 i 1898 com a El Solitario.
El jove mestre es perfila ja com un noi trist, malenconiós, molt sensible i de profundes conviccions religioses (rebudes de la seva mare, Bernarda), que ja es noten en els seus poemes. En conèixer a la seva dona Desideria (a la que anomena afectuosament «mi vaquerilla») en 1893, experimenta un canvi radical, que s'accentua a partir de les seves noces, un 26 de gener de 1898 a Plasència. Abandona la plaça de mestre i es trasllada a Guijo de Granadilla (Càceres), on administra la devesa El Tejar, propietat de l'oncle de la seva esposa. Allí troba el temps i assossec per a madurar la seva poesia. En néixer el seu primer fill (Jesús, 1898) compon El Cristu benditu, primera de les seves famoses Extremeñas. L'activitat de gestionar l'explotació de la finca li permet una vida més assossegada i aprofita per a conèixer i estudiar la gent de la comarca prenent consciència de la precarietat i misèria de la vida extremenya de finals de segle xix. Neix el seu segon fill el 1901 en un període de serenitat i un cert fatalisme en l'estat del poeta. El 3 de setembre de 1902 va guanyar els jocs florals de Salamanca amb el poema El ama que havia escrit improvisadament. El gran èxit de l'obra li permeté establir una amistat amb Miguel de Unamuno, president del jurat, amb qui mantindria una assídua correspondència.
El suport dels seus amics l'animen a publicar Castellanas amb pròleg de Francisco Villega Zeda. Degut a l'èxit aconseguit va publicar Extremeñas amb pròleg de Joan Maragall i Nuevas castellanas amb pròleg d'Emilia Pardo Bazán.
El 1902 va guanyar els jocs florals de Saragossa i el 1903 la Flor Natural a Múrcia, Lugo i Sevilla, i el 1904 a l'Argentina el varen homenatjar per la seva poesia Canto al trabajo, alhora que al poble de Granadilla l'anomenava fill adoptiu. Però la mort del seu pare va agreujar les seves malalties reumàtiques. Decideix anar prendre les aigües a Baños de Montemayor on va desenvolupar una gastritis. Morí el 6 de gener de 1905.
L'ajuntament de Guijo de Granadilla manté la casa que va habitar, com museu, on es mostren manuscrits i objectes personals del poeta, donació dels seus hereus.

## Obra
Majoritàriament la seva obra recull una atmosfera rural i camperola, amb un cert to autobiogràfic. El poeta veu el camp com una cosa viva on ell mateix no és només un observador contemplatiu sinó un personatge quotidià com la gent que hi treballa, allunyant-se de la mera visió d'un paisatge. D'alguna forma anticipa l'estil que Antonio Machado a Campos de Castilla quan se centrava en els aspectes anecdòtics, en allò viscut. La seva poesia té una intencionalitat social més que estètica i recull els problemes de Las Hurdes i el seu secular endarreriment.
Gabriel y Galán va elaborar una poesia dialectal extremenya i salmantina amb forces vulgarismes castellans. Un estil fruit de prendre el substrat rural dels pobles que visitava. La seva obra, natural i espontània, pot adaptar la mètrica al tema tractat, si és necessari. Sense haver escrit poesia religiosa, els seus versos són una bona mostra de creació lírica des de les creences cristianes.

La seva obra poètica es troba entre els romanticisme de Campoamor i el modernisme, sent conservadora en estructura i temàtica: defensa la tradició, la família, l'estirp, el dogma catòlic o la descansada vida campestre. I a més és rica en paraules en desús que ens transmeten usos i costums d'una època passada. Un llenguatge a prop del poble que s'expressa en llibertat sense limitacions gramaticals en una llengua en continu moviment.

### Poemaris
- Castellanas (1902)
- Extremeñas (1902)
- Campesinas (1904)
- Nuevas Castellanas (1905)
- Religiosas (1906)

## Influenciats
Aquest autor ha influenciat d'altres poetes extremenys, com Mario Simón Arias-Camisón o Luis Chamizo Trigueros.